# De keisnijding ('s-Hertogenbosch)
De keisnijding is een schilderij vrij naar de Zuid-Nederlandse schilder Jheronimus Bosch in het Noordbrabants Museum in 's-Hertogenbosch.

## Voorstelling
Het stelt een keisnijding voor. Dit is een motief uit de laatmiddeleeuwse literatuur waarbij een kwakzalver de domheid van de sukkel Lubbert Das uitbuit, door hem wijs te maken dat hij van zijn domheid kon genezen door een kei uit zijn hoofd te halen. De compositie zelf is ontleend aan De keisnijding van Jheronimus Bosch in het Museo del Prado in Madrid of gaat terug op een gemeenschappelijk origineel. Ook hier is de hoofdvoorstelling cirkelvormig. Wel zijn er in de hoofdvoorstelling meer personen te zien. Het lijkt erop dat de kwakzalver die een steen uit het hoofd van de zittende man haalt, hier een collega heeft. Deze collega laat docerend een steen zien aan twee mannen. Achter de twee mannen staat een vrouw die haar hand voor haar gezicht houdt. Daarachter verbindt een man het hoofd van een vorige 'patiënt'. De achtergrond bestaat uit een muur met daarin een nis met een uil en links een doorkijkje naar een landschap.

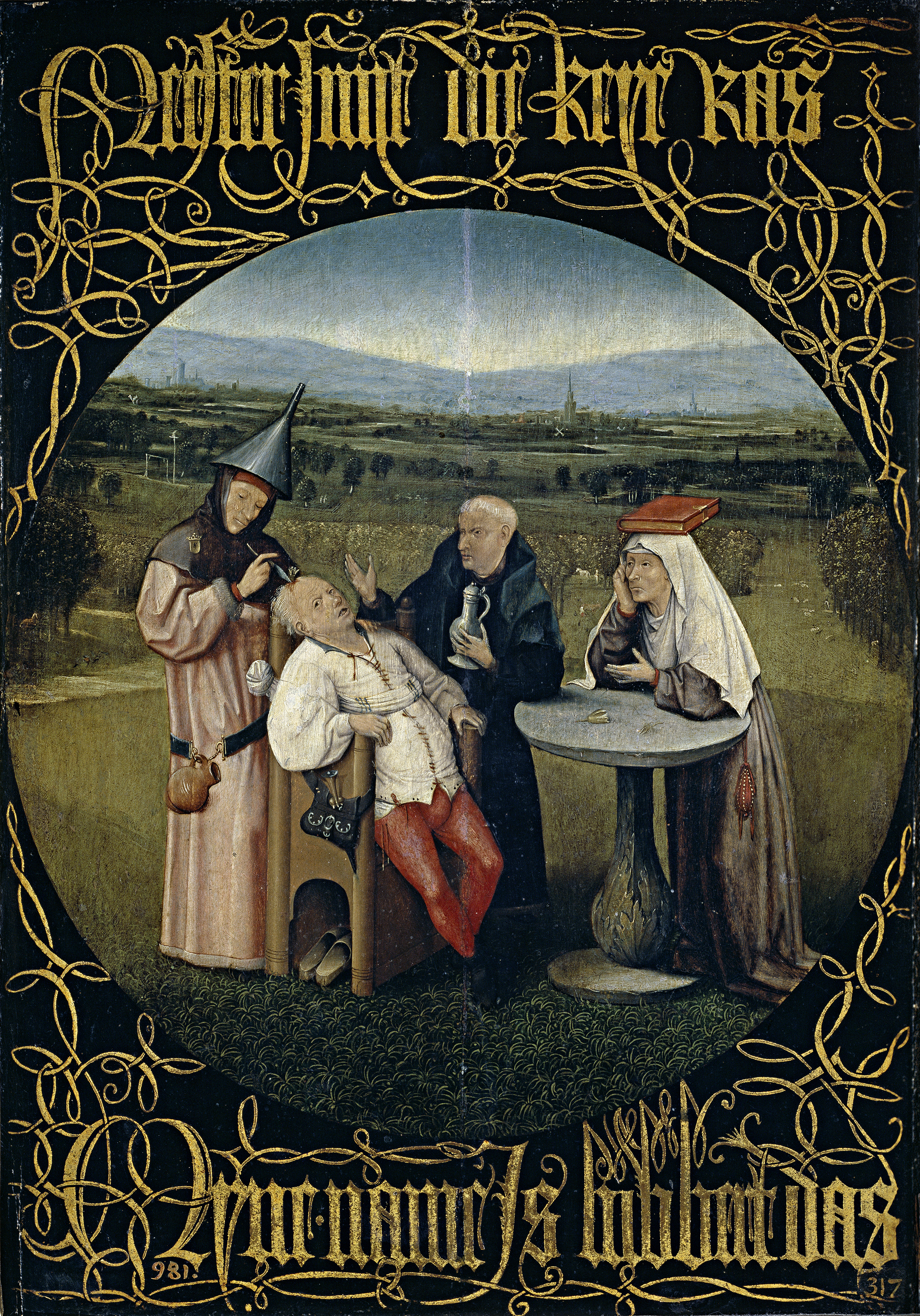
Jheronimus Bosch. De keisnijding. Ca. 1494 of later. Madrid, Museo del Prado.

Vergeleken met de Keisnijding in het Prado is het werk in 's-Hertogenbosch meer genre-achtig. Veel details die wijzen op de allegorische betekenis van het eerste werk, zoals de trechter op het hoofd van de kwakzalver, het boek op het hoofd van de non en de bloemen die uit het hoofd van de 'patient' komen, ontbreken. In plaats daarvan heeft de schilder enkele figuren toegevoegd die de hoofdvoorstelling juist geloofwaardiger maken, zoals de geschokte vrouw, de docerende collega-'dokter' en de verbindende helper. Volgens Bosch-auteur Dirk Bax hangt de laatste figuur samen met het spreekwoord iemand ‘thoot verbinden’ (iemand misleiden). Volgens kunsthistorica Lotte Brand Philip maakt het werk deel uit van een serie voorstellingen van uitbeeldingen van oneervolle beroepen. Deze voorstellingen zijn allen cirkelvormig en vormden volgens haar samen de buitenzijde van een drieluik. Als overige drie voorstellingen noemt ze een Marskramer, een Goochelaar en een verloren gegane Hondeknuppelaar. Samen beeldden zij de vier temperamenten en de vier elementen uit. De Keisnijding zou dan een uitbeelding zijn van het sanguïnisch temperament en – afgaande op de grisailles in de hoeken – het element lucht, aldus Brand Philip. Bax verwerpt deze theorie. Hij noemt als argument dat de keisnijder als persoon alleen literair is en niet in de werkelijkheid voorkwam. Ook merkt hij op dat de versie in het Prado meer aansluit bij Bosch' manier van uitbeelden dan de versie in 's-Hertogenbosch.

## Toeschrijving en datering
De meeste auteurs zijn het erover eens dat het hier gaat om een (vrije) kopie van na Bosch' dood. De Duitse kunsthistoricus Max Friedländer dateert het omstreeks 1550 en schrijft het toe aan de Antwerpse schilder Marcellus Coffermans. Volgens Brand Philip is de versie in 's-Hertogenbosch een getrouwe kopie naar Bosch en is de versie in het Prado slechts een pastiche. Ze noemt nog drie andere kopieën. Bosch-auteur Charles de Tolnay houdt vast aan de Prado-versie als origineel, waar de Bossche versie aan ontleend is. Dendrochronologisch onderzoek heeft aangetoond dat het werk of zijn vroegst omstreeks 1552 ontstaan kan zijn.

## Herkomst
Het werk is afkomstig uit Londen. In oktober 1893 kocht het Rijksmuseum Amsterdam het aan van W.A. Hopman uit Amsterdam voor 530 gulden. In juli 2003 stond het Rijksmuseum het werk in blijvend bruikleen af aan het Noordbrabants Museum.